# Piksi barbarulna
Piksi (il cui nome significa "grande uccello dallo strano gomito") è un possibile genere di pterosauro vissuto nel Cretaceo superiore, circa 75 milioni di anni fa (Campaniano), in Montana, Stati Uniti. Il genere contiene una singola specie, ossia Piksi barbarulna, il cui nome deriva dalla lingua dei Piedi Neri, dove Piksi sta per "grande uccello" o, in particolare "pollo", mentre il nome specifico, barbarulna, deriva dal latino con barbarus ossia "strano, stravagante" e ulna o gomito. L'olotipo dell'animale è costituito da un arto anteriore destro parziale, comprendente l'omero, l'ulna e il radio. Gli unici esemplari ritrovati finora sono ospitate al Museo delle Montagne Rocciose (MOR 1113). Il genere Piksi è attualmente monotipico.
I fossili del Piksi sono stati ritrovati nel 1991 da Gloria Jean Siebrecht nella riserva indiana dei Piedi Neri, ossia al di là della località turistica Bob's Vacation Site, del sito TM-088, nella Contea di Glacier. Il fossile è stato recuperato da un vecchio strato roccioso della parte superiore della Formazione Two Medicine, indicando che probabilmente l'animale era morto in una zona umida vicino all'acqua. L'animale è stato descritto nel 2002 da David J. Varricchio .

## Descrizione e classificazione
Le ossa dell'animale sono estremamente frammentarie e rappresentano solo la zona del gomito. Confrontando le dimensioni dei fossili con le ossa delle ali di altri uccelli terricoli moderni, è stato stimato che il Piksi avesse le dimensioni di un fagiano comune, lungo circa 35–40 cm (15 pollici) esclusa la coda, e con un'apertura alare di forse 80 cm (30 pollici) o un po' meno, per un peso stimato di circa 500 g - 1 kg (1-2 libbre).
Data la scarsità e la frammentarietà dei fossili di Piksi le affinità tassonomiche sono alquanto difficili da risolvere, sebbene sia stato probabile che si tratti di uccello ornithothoracine. Nel 2012, Agnolin e Varricchio reinterpretarono il Piksi come uno pterosauro, piuttosto che un uccello, probabilmente un membro di Ornithocheiroidea, tuttavia, tale interpretazione è piuttosto controversa in quanto l'omero di Piksi possiede caratteristiche comuni in alcuni teropodi, ma piuttosto atipiche negli pterosauri pterodactyloidi.
Tuttavia, studi più recenti lo vedrebbero nuovamente come un pterosauro.

## Paleoecologia
Il deposito in cui sono state trovate le ossa di Piksi era una limoso fango calcare, formato da sedimenti depositatisi durante quella che sembra essere stata una fase piuttosto fredda del Cretaceo superiore: a quell'epoca il livello del Mare interno occidentale era molto basso per gli standard del Mesozoico, anche se questo può anche essere dovuto al forte sollevamento tettonico della Overthrust Belt Cordilleran. La zona si trovava nell'entroterra, ad una distanza di almeno 350 km (220 miglia) di distanza dal mare interno occidentale.
Sulla base dei dati stratigrafici, sedimentologici e faunistici a nostra disposizione, sappiamo che l'ambiente di allora era probabilmente semi-umido, con un clima determinato da una stagione umida e da una secca, in un habitat dominato da praterie semi-aride e macchie forestali. La formazione in cui è stato ritrovato il fossile è probabilmente stata originata dai sedimenti di una piccola pianura alluvionale, come ad esempio il delta di un fiume.
Diversi animali vivevano in questo habitat. Vi erano numerosi altri teropodi, come il troodontide Troodon (di cui è stato recuperato anche un nido), tirannosauridi e dromaeosauridi. Tra gli erbivori i più comuni della zona erano il piccolo thescelosauride Orodromeus, l'hadrosauride Maiasaura e il ceratopside Einiosaurus. Vi erano anche alcuni dei primi mammiferi, come i metatheri e i multituberculata, così come numerose specie di lucertole. Vi era anche una distinta fauna acquatica come dimostrato dal ritrovamento di fossili di rane, salamandre, coccodrilli, Champsosaurus, pesci alligatore, razze e squali.